# Gliese 52
Gliese 52 is een hoofdreeksster van het type K7, gelegen in het sterrenbeeld Cassiopeia op 49,15 lichtjaar van de Zon. De ster heeft een baansnelheid rond het galactisch centrum van 68,2 km/s.